# ブライアン・ルイス (陸上選手)
ブライアン・ルイス（Brian M. Lewis、1974年12月5日 ‐ ）は、アメリカ合衆国・サクラメント出身で短距離走が専門の陸上競技選手。100mで9秒99、200mで20秒06の自己ベストを持つ。2000年シドニーオリンピック男子4×100mリレーの金メダリストである。

## 経歴
1999年8月、セビリア世界選手権の男子100mと4×100mリレーに出場すると、100mは準決勝まで進出。準決勝では組4着までに入れば決勝に進出できたが、結果は10秒13（-0.3）の組5着に終わり、組4着とは0秒03差で決勝進出を逃した。4×100mリレー決勝ではアメリカチーム（ジョン・ドラモンド、ティム・モンゴメリ、ルイス、モーリス・グリーン）の3走を務め、37秒59をマークしての金メダル獲得に貢献した。
2000年9月、シドニーオリンピックの男子4×100mリレーに出場すると、決勝でアメリカチーム（ジョン・ドラモンド、バーナード・ウィリアムズ、ルイス、モーリス・グリーン）の3走を務め、37秒61をマークしての金メダル獲得に貢献した。
2002年5月4日、100mで9秒99（+0.5）の自己ベストマークし、10秒の壁を突破した。

## 人物・エピソード
- 父親と叔父はAAA（マイナーリーグ）でプレーした経歴を持つ元プロ野球選手。ルイス本人も中学生までは野球をしていて、2軍チームのMVPに輝いたこともある[4]。

## 自己ベスト
記録欄の（　）内の数字は風速（m/s）で、+は追い風を意味する。
| 種目 | 記録          | 年月日                      | 場所                    | 備考           |
| 屋外 | 屋外          | 屋外                        | 屋外                    | 屋外           |
| ---- | ------------- | --------------------------- | ----------------------- | -------------- |
| 100m | 9秒99 (+0.5)  | 2002年5月4日                | カイエンヌ              |                |
| 100m | 9秒96w (+3.4) | 2000年4月29日               | フォール＝ド＝フランス  | 追い風参考記録 |
| 200m | 20秒06 (+0.5) | 2000年5月21日               | クールー                |                |
| 室内 |               |                             |                         |                |
| 50m  | 5秒66         | 2002年2月24日               | リエヴァン              |                |
| 60m  | 6秒54         | 1998年2月15日 2002年2月22日 | バーミンガム ケムニッツ |                |
| 200m | 20秒65        | 1997年2月28日               | アトランタ              |                |

## 主要大会成績
| 年   | 大会                      | 場所         | 種目    | 結果   | 記録          | 備考    |
| ---- | ------------------------- | ------------ | ------- | ------ | ------------- | ------- |
| 1997 | 世界選手権                | アテネ       | 4x100mR | 予選   | DNF (1走)     |         |
| 1998 | グッドウィルゲームズ (en) | ニューヨーク | 100m    | 3位    | 10秒25 (-1.0) |         |
| 1998 | グランプリファイナル (en) | モスクワ     | 100m    | 6位    | 10秒16 (+0.1) |         |
| 1999 | 世界選手権                | セビリア     | 100m    | 準決勝 | 10秒13 (-0.3) | 全体7位 |
| 1999 | 世界選手権                | セビリア     | 4x100mR | 優勝   | 37秒59 (3走)  |         |
| 2000 | オリンピック              | シドニー     | 4x100mR | 優勝   | 37秒61 (3走)  |         |
| 2000 | グランプリファイナル (en) | ドーハ       | 100m    | 5位    | 10秒52 (+0.5) |         |